# 戈梅利湖

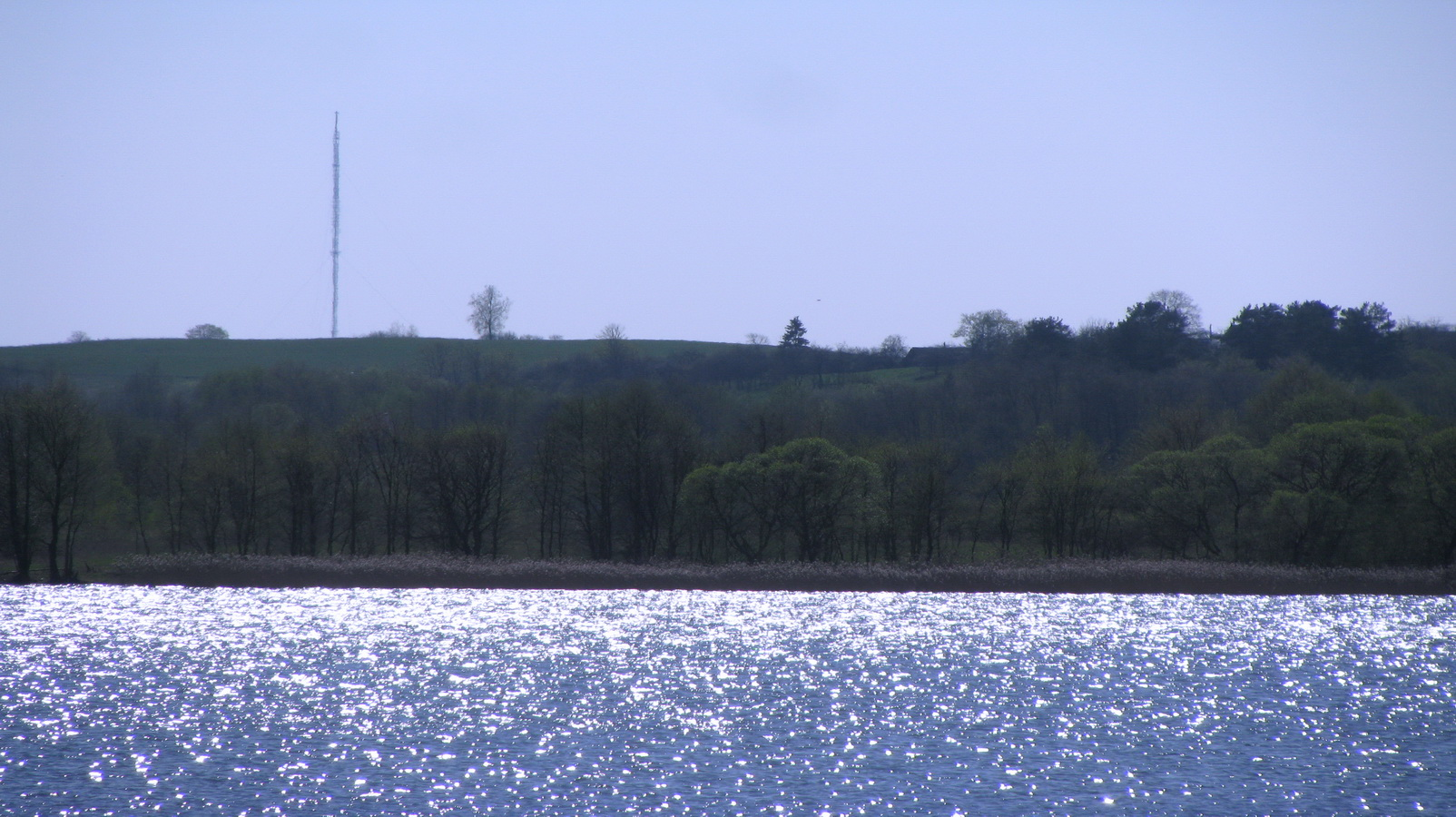
戈梅利湖

戈梅利湖（白俄羅斯語：Гомель）是白俄羅斯的湖泊，位於波拉茨克以南18公里，由維捷布斯克州負責管轄，長3.4公里、寬1.2公里，面積3.46平方公里，集水區面積744平方公里，湖岸線長度11.7公里，最大水深23公尺。